# Martin Borgs
Nils Martin Borgs, född 19 januari 1974 i Falun, Dalarna, är en svensk filmare, pr-konsult och författare. Han är kommunikationschef för Moderaterna. 
Borgs har bland annat medverkat till dokumentärfilmerna 1200 miljarder och Överdos samt boken 365 sätt att slösa med dina skattepengar.

## Biografi
Martin Borgs arbetade 1998–2004 på pr-byrån Hill & Knowlton som ansvarig för lobbying och opinionsbildning. Under valrörelserna 1998 och 2002 arbetade han för partiledningen i Moderaterna. Han har även arbetat vid Svenskt Näringslivs tankesmedja Timbro. 
2002 diagnostiserades en aggressiv form av cancer hos Borgs som fick honom att fundera på skattepengarnas nytta och om de används på rätt sätt. Sedan 2012 engagerade han sig som Slöseriombudsmannen för Skattebetalarnas förening. Där ägnade sig Borgs åt granskningsarbete om hur politiker och tjänstemän använder offentliga medel i sin maktutövning, där slöseri, generösa privilegier och misslyckade kostsamma satsningar emellanåt förekommer. Detta gjorde han fram till 2015. Granskningsarbetet dokumenterade han i form av böcker, filmer och egna bloggar.
Som innovationschef på Miltton Labs ansvarade Borgs för att utveckla appen Mingla, en Tinder-liknande app för professionellt nätverkande som utsågs till Innovativast i Almedalen 2016. Under valrörelsen 2018 var han nationell digital valledare för Moderaterna.

## Filmproduktion
I december 2005 medverkade han i Sheriffbilen, en webbaserad satsning syftande till utbredd civil olydnad mot trängselskatten i Stockholm. Under vintern 2006 var han medietränare i SVT-programmet Toppkandidaterna.
Martin Borgs har beskrivit som "Sveriges svar på Michael Moore, fast kanske från höger". Borgs har gjort dokumentärfilmen 1200 miljarder där han reser runt i Sverige på jakt efter slöseri med svenska skattepengar. Filmen bygger på Borgs sex månaders långa resa genom Sverige i en gammal sheriffbil. Filmen hade premiär i maj 2006. Den har bland annat visats på TV3 och TV8. 
Samma år gjorde han även dokumentären Almedalen från insidan – en skildring av politikerveckan i Almedalen på Gotland, som visades på TV8 i maj 2006. Under hösten 2006 levererade Borgs inslag till Bert Karlssons talkshow på TV8, och under våren 2007 gjorde han kortfilmen Folkkapitalism för Timbro.
2014 utkom filmen Någon annan betalar som beskrivs som "slöserifilm" av Axess och är baserad på boken 365 sätt att slösa med dina skattepengar. Filmen är en uppföljare till 1200 miljarder och har finansierats genom crowdfunding. Martin Borgs' mål att samla in 250 000 kronor inför filmen uppfylldes med råge då han på totalt samlade in ungefär en halv miljon kronor.
I dag (2021) driver Borgs produktionsbolaget 922 Stories AB, vars första film var dokumentären Överdos. Filmen är baserad på boken En perfekt storm av Johan Norberg.

## Utmärkelser
Borgs utsågs 1997 till "Årets lobbyist" av branschtidningen Resumé för sin kampanj Rör inte vår radio, till stöd för en fri reklamradio. 
2010 fick han Bohmanpriset, "för hans dramaturgiska förmåga att omsätta idéer och värderingar i rörliga bilder och för att som en av alltför få kulturskapare utanför den socialistiska världen med sin konst kunna bilda opinion för individens frihet.”
2014 fick Borgs Kurt Perssons journaliststipendium, för att han "på ett pedagogiskt och humoristiskt sätt i dokumentärfilmer och böcker kartlagt och konkretiserat slöseriet med skattemedel i den offentliga sektorn".

## Filmografi
- 2006: Sheriffen på TV8 (kortfilm)
- 2006: 1200 miljarder
- 2006: Mingelfonden (kortfilm)
- 2006: Almedalen från insidan
- 2007: Folkkapitalism (kortfilm)
- 2007: Fallet Carrizo
- 2008: Timbro – den osynliga handen
- 2010: Överdos[19]
- 2011: Fy fan vad vi är bra
- 2011: Utbildningsfabriken
- 2014: Någon annan betalar
- 2017: The Quiet Triumph: How Arbitration Changed the World[19]